# Francesco Arlanch
Francesco Arlanch (* 20. Juni 1975 in Romano di Lombardia, Bergamo, Italien) ist ein italienischer Drehbuchautor.

## Leben
Arlanch begann zunächst als Story Editor bei den beiden Filmen Augustus – Mein Vater der Kaiser (2003) und Nero – Die dunkle Seite der Macht (2004), ehe er begann selbst Drehbücher zu schreiben.
Dabei hat sich Arlanch auf Filmbiografien spezialisiert. So schrieb er 2005 mit Petrus und Papst Johannes Paul II. Filme über den ersten und bisher letzten Papst mit vollendetem Pontifikat.